# Джонс, Уильям Эдмондсон
Уильям Эдмондсон Джонс (William Edmondson Jones), так же известен как Ворчливый Джонс (Grumble Jones) (3 мая 1824 – 5 июня 1864) — американский плантатор, кадровый офицер американской армии и кавалерийский генерал армии Конфедерации в годы гражданской войны. Погиб в сражении при Пьедмонте.

## Ранние годы
Джонс родился в округе Вашингтон, штат Виргиния. В 1844 году он окончил виргинский Колледж Эмори и Генри, а в 1844 году поступил в военную академию Вест-Пойнт, которую окончил 12-м по успеваемости в выпуске 1848 года. Его определили в полк конных стрелков (Mounted Rifles) во временном звании второго лейтенанта.
Джонс служил в Джефферсоновских казармах в Миссури (1848 - 1849) и в форте Ливенворт в Канзасе (1849). Поскольку полк изначально создавался для охраны Орегонской тропы (но война с Мексикой помешала этому), то в 1849 начался марш в Орегон. Джонс потом служил в Орегон-Сити (1849 - 1850), в Астории (1850) и форте Ванкувер (1850 - 1851). 30 ноября 1850 года получил постоянное звание второго лейтенанта.
В 1851 году Джонс снова служил в Джефферсоновских казармах, в 1852 - 1853 году в форте Меррилл и в форте Юэлл в Техасе, в 1853 году в Рингольдских казармах. В 1853 - 1854 служил квартирмейстером. 31 октября 1854 года получил звание первого лейтенанта.
В 1855 году служил в форте Дункан, в 1856 находился на рекрутской службе, а затем в форте Блисс в Техасе. С 1856 по 1857 год числился в отпуске, а 26 января 1857 года покинул регулярную армию.
В 1857 - 1861 годах Джонс был фермером в Глейд-Спринг-Депо в Виргинии.

## Гражданская война
В начале войны Джонс вступил в 1-й Вирджинский кавалерийский полк в звании капитана и стал командовать ротой, которую самостоятельно набрал и в которой тогда служил рядовым Джон Мосби. 9 мая он получил звание майора вирджинской армии, а через месяц полк был включен в армию Конфедерации. В июле 1861 года Джонс принял участие в первом сражении при Булл-Ран, где полком командовал Джеб Стюарт. Через месяц кавалерия была переформирована, Стюарт возглавил бригаду, в Джонс получил звание полковника и стал командиром 1-го Вирджинского полка.
В конце 1861 года в армии прошла реорганизация, во время которой рядовые переизбирали своих офицеров. Джонс не был переизбран командиром 1-го Вирджинского и вместо этого ему передали 7-й Вирджинский кавалерийский полк. Он служил с этим полком в Западной Виргинии, а в марте 1862 года стал командовать всей кавалерией в дистрикте долины Шенандоа (так наз. "Valley District").
Во время кампании на полуострове Джонс участвовал в рейде Стюарта вокруг армии МакКлеллана, затем участвовал в Северовирджинской кампании и был ранен 2 августа при Орандж-Кортхауз. 19 сентября 1862 года он получил звание бригадного генерала. В октябре 1862 года Стюарт привлёк его к участию в Чамберсбергском рейде, а 8 ноября стал командовать 4-й бригадой в кавалерийской дивизии Стюарта.
Весной 1863 года Джонс и генерал Джон Имбоден провели рейд на линию железной дороги Балтимор-Огайо, к западу от Камберленда. Вернувшись из рейда, они соединились с другими бригадами Стюарта как раз к началу сражения у станции Бренди. Бригада Джонса вступила в бой одной из первых, попав под удар федеральной дивизии Джона Бьюфорда.
Во время Геттисбергской кампании бригады Джонса и Робертсона защищали проходы, ведущие в долину Шенандоа. 24 июня 1863 года перед тем как уйти в рейд по тылам противника, Стюарт выделил для рейда три бригады, оставив при армии только кавбригады Джонса и Робертсона. Лонгстрит хотел, чтобы Стюарт оставил вместо себя кого-нибудь более опытного, например, Хэмптона, но Стюарт отказался - в основном из-за своих сложных отношений с Джонсом. Джонсу было поручено общее командование над двумя бригадами, однако Робертсон был выше его по званию, что несколько осложняло ситуацию.
Когда 25 июня Северовирджинская армия начала вторжение в Пенсильванию, бригады Робертсона и Джонса оказались в арьергарде, а правый фланг армии оказался открыт, хотя именно Джонс и Робертсон теперь отвечали за прикрытие армии. Им не удалось обеспечить разведку и обнаружить перемещение Потомакской армии, и в итоге, когда 28 июня генерал Ли узнал о наступлении противника, бригады Джонса и Робертсона оказались далеко в тылу без связи со штабом. Им был послан приказ срочно присоединиться к армии, в итоге только 1 июля Джонс перешел Потомак у Уильямспорта, оставив один полк охранять переправу и следить за федеральным гарнизоном в Харперс-Ферри. 3 июля Ли поручил Джонсу охранять Хагерстаунскую дорогу, что привело к сражению при Фэрфилде, где бригада Джонса разгромила 6-й полк регулярной кавалерии США, захватив в плен командира этого полка майора Старра. Во время отступления армии от Геттисберга кавалеристы Джонса вели арьергардные бои, в частности, участвовали в сражении в Монтеррейском ущелье.
В октябре конфликты Джонса со Стюартом привели к тому, что Стюарт отдал его под трибунал за оскорбления. Трибунал признал его виновным, но генерал Ли вмешался лично и дело кончилось тем, что Джонса перевели в департамент Транс-Аллегейни в Западной Виргинии. Там Джонс набрал кавалерийскую бригаду и вместе с ней принял участие в боевых действиях в восточном Теннесси зимой и весной 1864 года. В мае он принял командование частями Конфедерации в долине Шенандоа и сражался с частями федерального генерала Дэвида Хантера при наступлении последнего на Линчберг. 5 июня 1864 года в сражении при Пьедмонте он возглавил атаку и был убит наповал пулей в голову.
Джонс похоронен на пресвитерианском кладбище церкви Олд-Глейд-Спринг в Глейд-Спринге, Виргиния.